# Ivan Parčetić
Ivan Parčetić (1911. – 1943.) je bio trgovački djelatnik, član KPJ i politički komesar "Stožera partizanskih odreda PK KPJ za zapadnu Bačku i Baranju, umro je od tifusa u logoru 1943. godine. Po njemu u čast nazvan je međunarodni memorijalni šahovski turnir koji je organizirao Somborski šahovski klub od 1964. do 1980. godine. Ivanu Parčetiću u čast se zove i učenički dom u Somboru. Ivan Parčetić je motiv za jednu od skulptura poznate kiparice Ane Bešlić.